# Gerd Hohlbach
Gerd Hohlbach (* 21. Januar 1944 in Erding) ist ein deutscher Chirurg und emeritierter Hochschullehrer.

## Leben
Hohbach stammt aus Erding und studierte Humanmedizin an der Ludwig-Maximilians-Universität München. Anschließend promovierte in München zum Dr. med., daraufhin war er als Chirurg in Lübeck tätig. Er ist Spezialist auf den Gebieten der Thorax- und Viszeralchirurgie. In den Jahren 1990 bis 2007 bekleidete er das Amt des Direktors der Universitätsklinik der Ruhr-Universität Bochum.

## Privates
Als Student schloss er sich im Jahr 1966 dem Corps Bavaria an, das bekannt für seine vielen Mediziner ist. 
Seit 1994 ist Hohlbach Mitglied im Lions Club Herne in Nordrhein-Westfalen. Als er nach seiner Emeritierung in seine Heimat Erding zurückkehrte, hat er die Präsidentschaft des Lions Club Erding übernommen. In diesem Amt hat er die großen Projekte "Lions Quest" und "Klasse 2000" erfolgreich durchgeführt. Im Jahr 2017 übergab er dieses Amt an seinen Nachfolger.
Darüber hinaus ist er Co-Vorsitzender des Fördervereins des Lukas-Hospiz gGmbH in Herne.